# Yountville
Yountville, fundado en 1965 es una ciudad ubicada en el condado de Napa en el estado estadounidense de California. En el año 2010 tenía una población de 2,933 habitantes y una densidad poblacional de 740 personas por km².

## Geografía
Yountville se encuentra ubicada en las coordenadas 38°24′N 122°21′O / 38.400, -122.350. Según la Oficina del Censo, la ciudad tiene un área total de 4,2 km² (1,6 mi²), de la cual 4,2 km² (1,6 mi²) es tierra y 0 km² (0 mi²) (0%) es agua.

## Demografía
Según la Oficina del Censo en 2000 los ingresos medios por hogar en la localidad eran de 46.944 $, y los ingresos medios por familia eran 56.250 $. Los hombres tenían unos ingresos medios de 46.853 $ frente a los 34.464 $ para las mujeres. La renta per cápita para la localidad era de 30.721 $. Alrededor del 7,3% de la población estaban por debajo del umbral de pobreza.